# Albino (nome)
Albino  è un nome proprio di persona italiano maschile.

## Varianti
- Ipocoristici: Bino
- Femminili: Albina[1][3][4]

### Varianti in altre lingue
Maschili
- Basco: Albin[5]
- Catalano: Albin[5]
- Francese: Aubin[2], Albin[2]
- Inglese: Albin[2]
- Latino: Albinus[2][3][6][7], Albinius[3]
- Polacco: Albin[2]
- Portoghese: Albino[2]
- Sloveno: Albin[2]
  - Ipocoristici: Bine[2]
- Spagnolo: Albino[2][5]
- Svedese: Albin[2][7]
- Tedesco: Albin

Femminili
- Bielorusso: Альбіна (Al'bïna)[4]
- Ceco: Albína[4]
- Francese: Albine[4]
- Inglese: Albina[6], Albinia[6]
- Latino: Albina[4]
- Lituano: Albina[4]
- Polacco: Albina[4]
- Portoghese: Albina[4]
- Russo: Альбина (Al'bina)[4]
  - Ipocoristici: Аля (Alja)[4]
- Slovacco: Albína[4]
- Sloveno: Albina[4]
- Spagnolo: Albina[4]
- Tedesco: Albina[4]
- Ucraino: Альбіна (Al'bïna)[4]

## Origine e diffusione
Continua il cognomen latino Albinus, tipico della gens Postumia: questo può essere un patronimico derivato dal nome Albus, quindi "relativo ad Albus", "che appartiene ad Albus", oppure può essere derivato direttamente dall'aggettivo latino albus, "bianco", "chiaro", riferito in origine al colore della pelle (da cui peraltro discendono sia il nome latino Albus, sia l'odierno nome italiano Alba). Il nome non sembra essere collegato invece con l'aggettivo tardo latino albinus ("bianchiccio"), da cui discende l'aggettivo italiano di "albino" riferito al difetto genetico dell'albinismo.
In Italia è sostenuto dal culto di vari santi così chiamati e secondo dati pubblicati negli anni 1970, era più frequente al femminile che al maschile (36.000 occorrenze contro 26.000), diffuso maggiormente al Nord e al Centro e in particolare a Trieste.
Dal nome discendono vari cognomi, tra cui l'italiano Albini, l'inglese Albinson e lo svedese Albinsson.

## Onomastico
L'onomastico può essere festeggiato in memoria di vari santi, alle date seguenti:
- 5 febbraio, sant'Albino o Albuino, vescovo di Sabiona[1][9]
- 1º marzo, sant'Albino, vescovo di Vercelli[10]
- 17 febbraio, sant'Albina, martire[1]
- 1º marzo, sant'Albino, vescovo di Angers[1][5][9][10]
- 1º marzo, sant'Albino, vescovo di Vercelli[9][10]
- 1º marzo, sant'Albino, vescovo di Embrun[9]
- 1º giugno, sant'Albino, martire in Numidia[1]
- 2 giugno, sant'Albina, martire a Lione[1]
- 22 o 26 giugno, sant'Albino, martire a Roma, venerato a Colonia[1][9]
- 3 agosto, sant'Albino, martire a Roma[1]
- 7 settembre, sant'Albino (o Alpino), vescovo di Châlons[10]
- 15 settembre, sant'Albino, vescovo di Lione[1][9][10]
- 26 ottobre, sant'Albino, monaco benedettino, missionario in Germania con san Bonifacio e vescovo di Büraburg[9]
- 16 dicembre, sant'Albina, vergine e martire sotto Decio a Cesarea marittima (o in Campania)[1][10]

## Persone
- Albino, filosofo greco antico

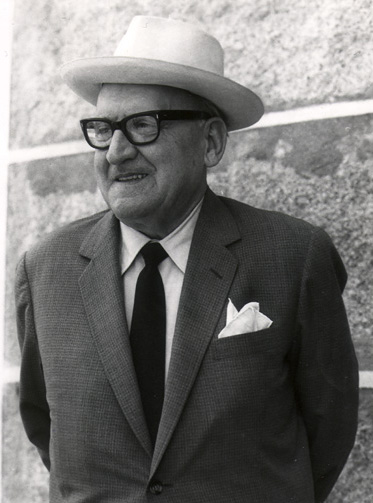
Albino Núñez Domínguez

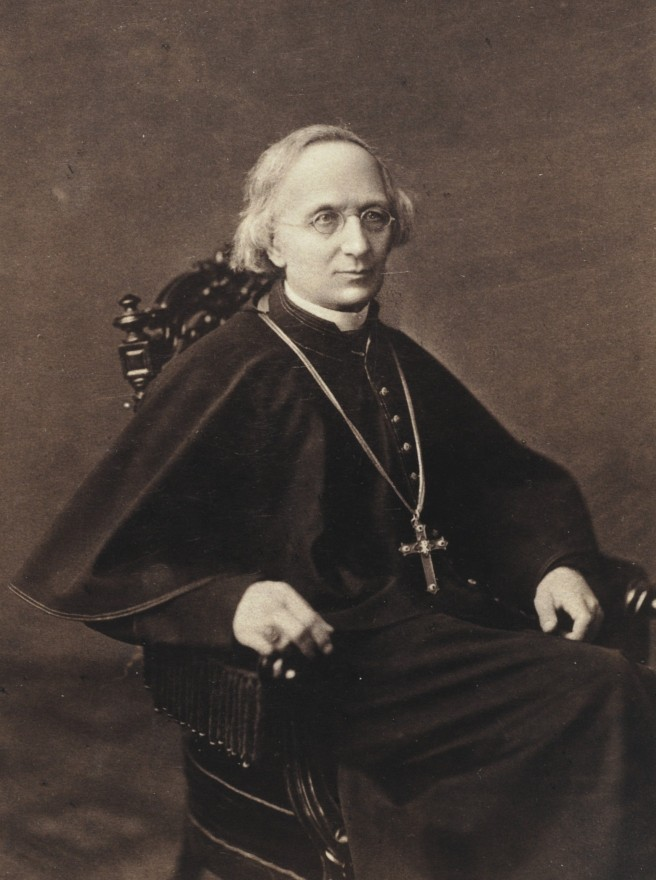
Albin Dunajewski

- Albino di Angers, monaco cristiano e vescovo francese
- Albino Carraro, arbitro di calcio e dirigente sportivo italiano
- Albino Cella, allenatore di calcio ed ex calciatore italiano
- Albino Galvano, pittore, storico dell'arte e filosofo italiano
- Albino Jara, militare paraguaiano
- Albino Lucatello, pittore italiano
- Albino Luciani, divenuto papa con il nome di Giovanni Paolo I
- Albino Manca, scultore italiano
- Albino Mensa, arcivescovo cattolico italiano
- Albino Núñez Domínguez, scrittore, pedagogista e poeta spagnolo
- Albino Pierro, poeta italiano
- Albino Varotti, francescano, musicista e compositore italiano

### Variante Albin

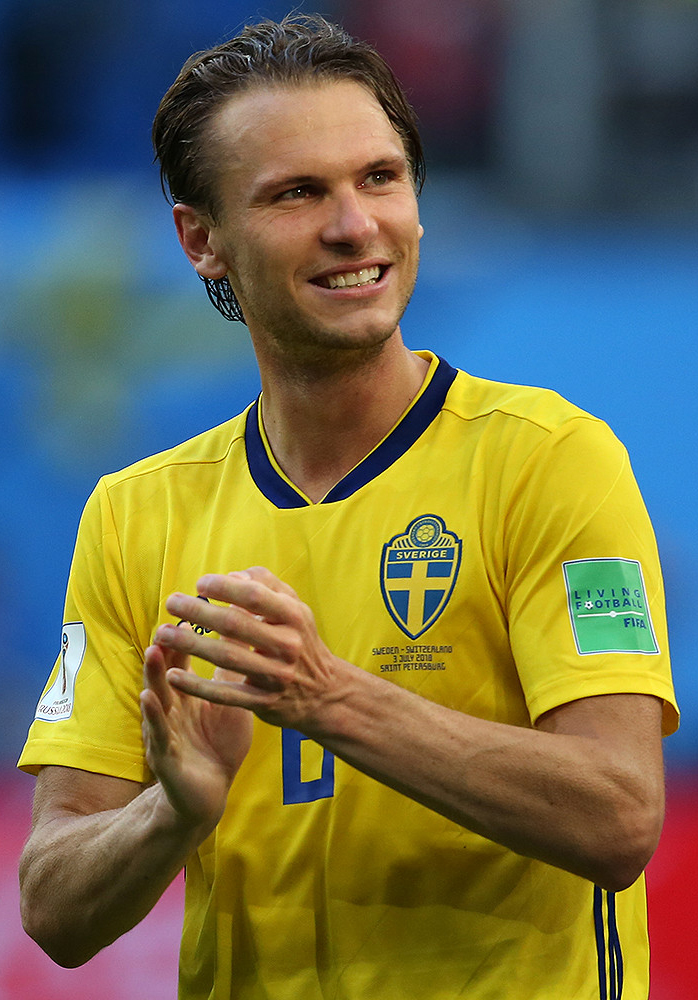
Albin Ekdal

- Albin Dunajewski, cardinale e vescovo cattolico polacco
- Albin Egger-Lienz, pittore austriaco
- Albin Ekdal, calciatore svedese
- Albin Haller, chimico francese
- Albin Kurti, attivista e politico kosovaro
- Albin Lermusiaux, mezzofondista, maratoneta e tiratore a segno francese
- Albin Lesky, filologo e grecista austriaco
- Albin Michel, editore francese
- Albin Mlakar, militare e partigiano sloveno
- Albin Stenroos, maratoneta e mezzofondista finlandese

### Variante Aubin
- Aubin Hueber, rugbista a 15 e allenatore di rugby a 15 francese

### Variante femminile Albina
- Albina Coroneo, artista italiana
- Albina Grčić, cantante croata

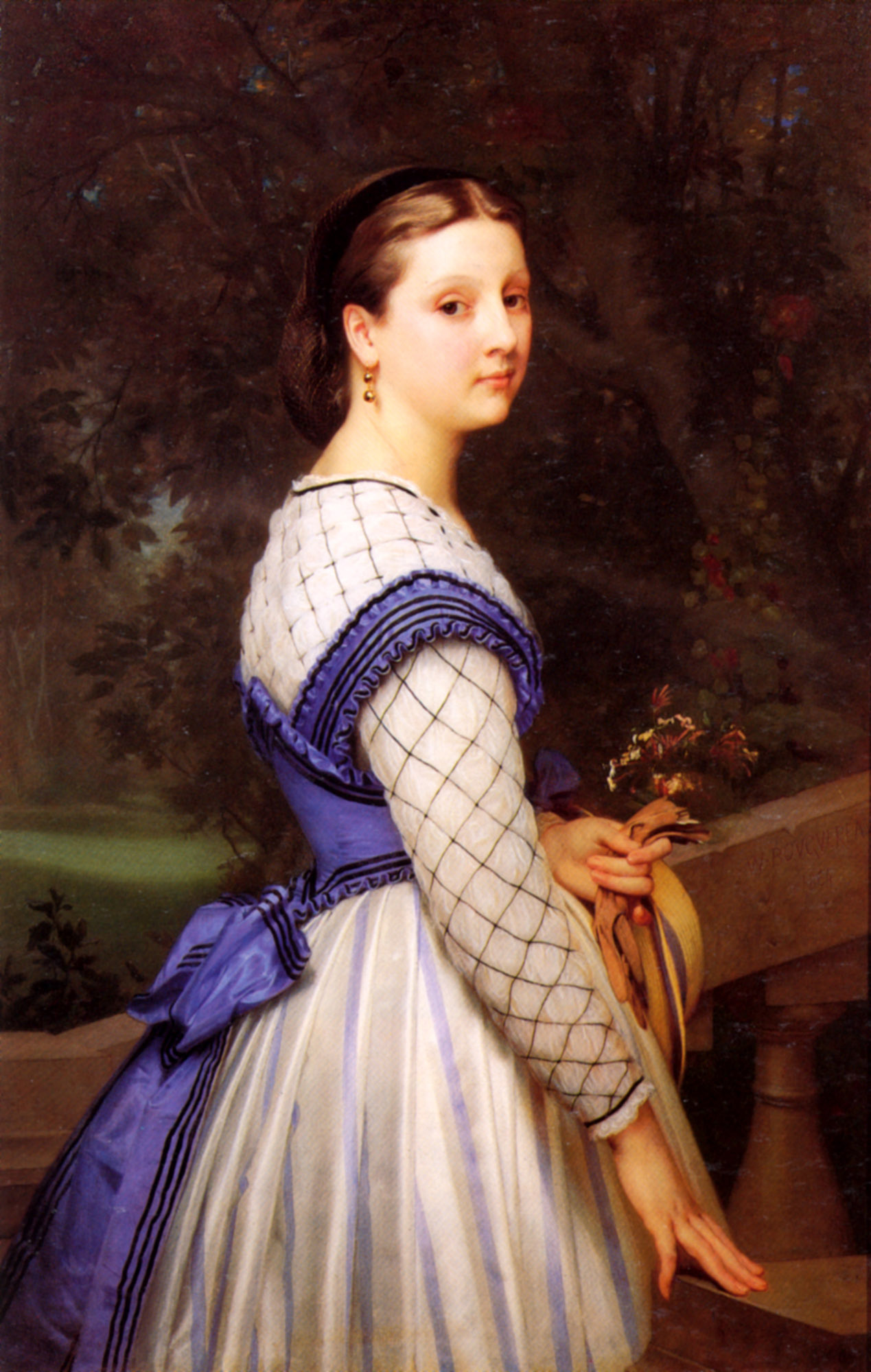
Albine de Montholon

- Albina Khabibulina, tennista uzbeka
- Albina Osipowich, nuotatrice statunitense
- Albina Scacchetti, sindacalista italiana

### Altre varianti femminili
- Al'bina Achatova, biatleta russa
- Albine de Montholon, nobildonna francese
- Al'bina Juratu, insegnante, poetessa e scrittrice russa

## Il nome nelle arti
- Albina Battiston è un personaggio della serie italiana Un medico in famiglia.
- Albina è un personaggio di Un commissario a Roma nell'episodio Una trama di polvere.
- Albina è la protagonista del romanzo Albina o il popolo dei cani di Alejandro Jodorowsky (Feltrinelli 2015).
- Albina è la protagonista del libro per bambini Albina nel paese delle code rosse di Chiara Bianchini (Giunti 2019).